# Těšov (Milíkov)
Těšov (németül: Teschau) Milíkov településrésze Csehországban a Karlovy Vary-i kerület Chebi járásában. Központi községétől 1,5 km-re nyugatra fekszik. A 2001-es népszámlálási adatok szerint 15 lakóháza és 7 lakosa van.